# Ferdinand van Collen

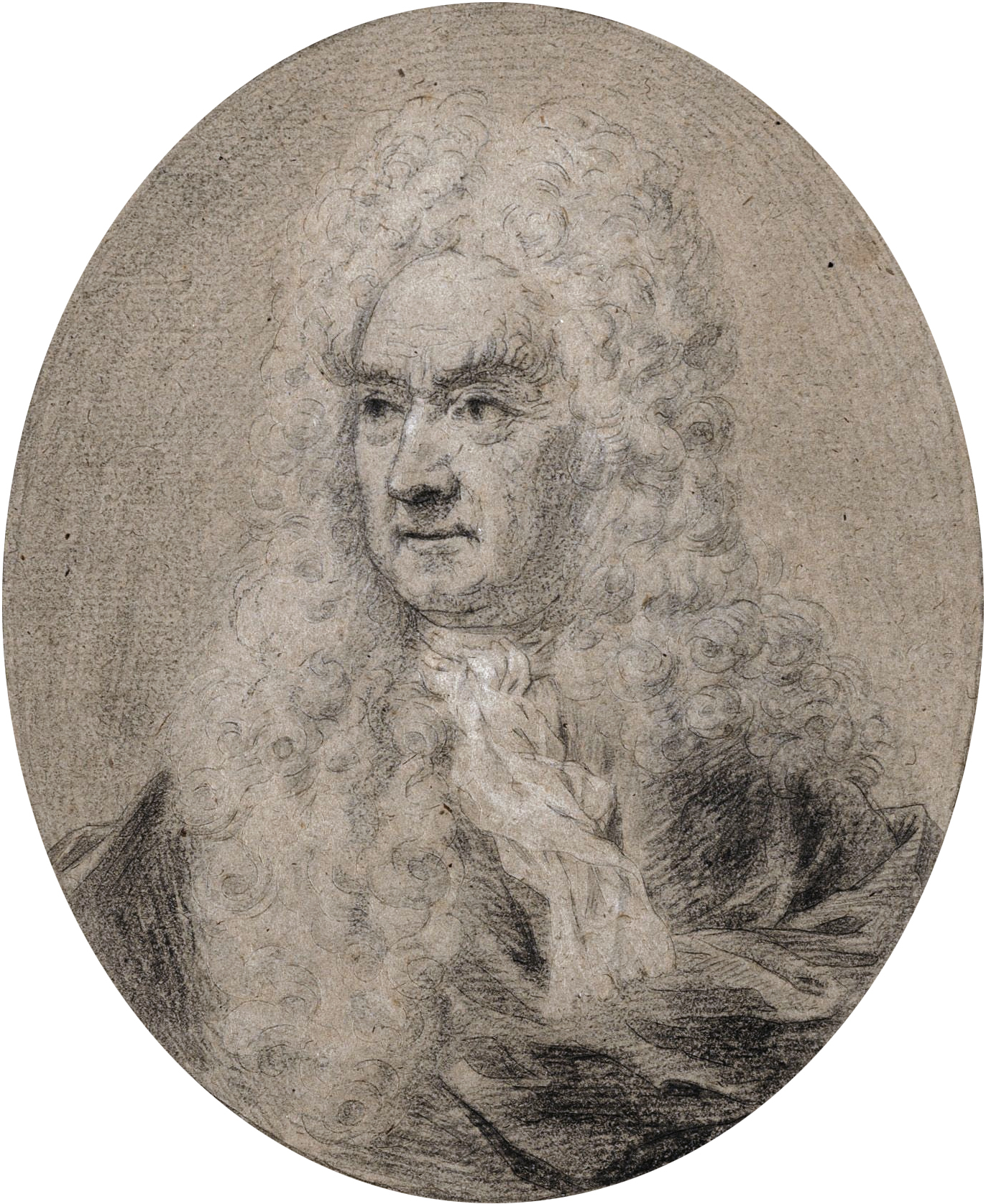
Ferdinand van Collen (1727) door Jan Wandelaar

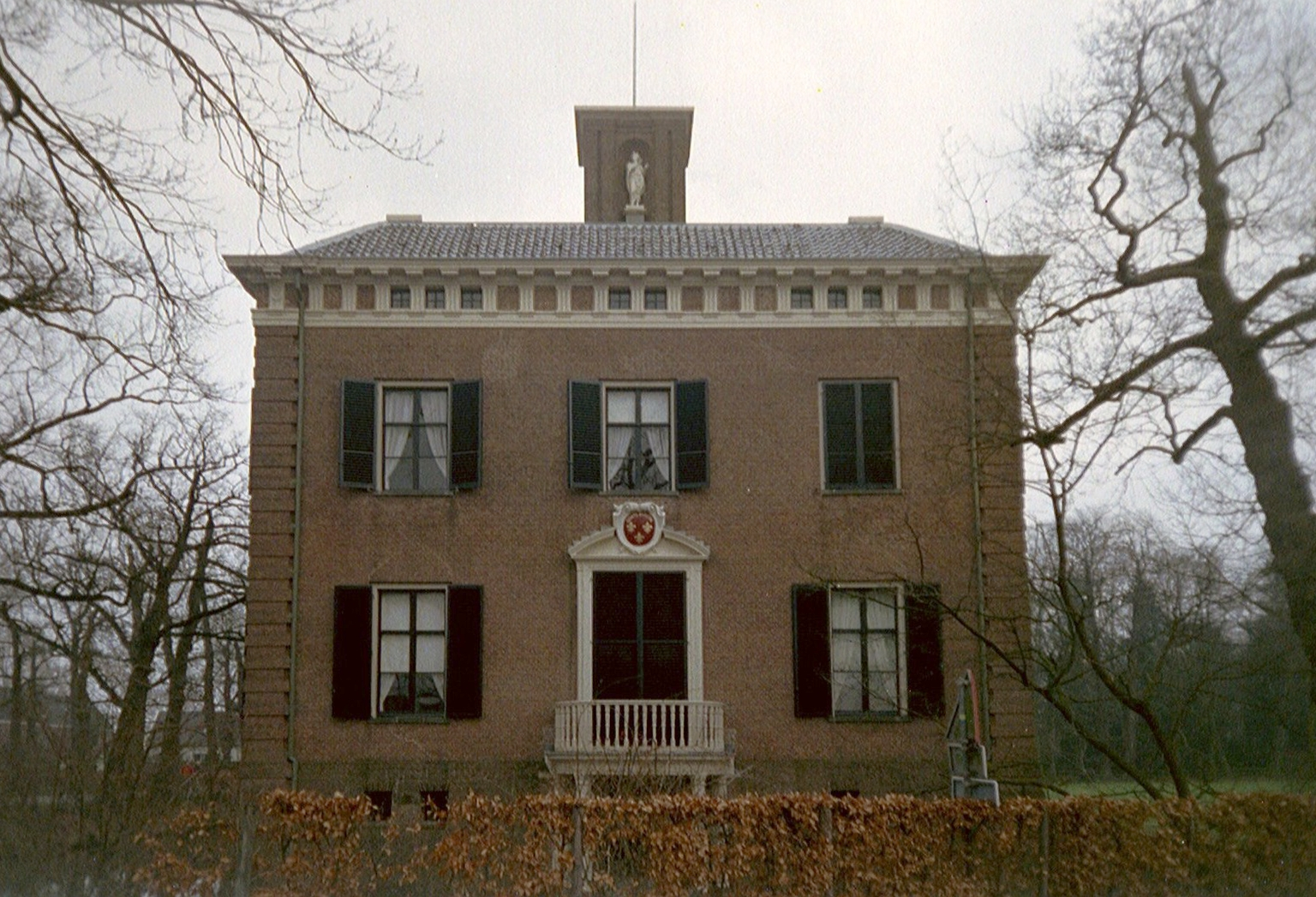
Gunterstein in 2004

Ferdinand van Collen (Velsen, 1651 - Breukelen, 30 oktober 1735) was bewindhebber van de WIC en sinds 1689 directeur van de Sociëteit van Suriname. In 1694 werd hij benoemd in de vroedschap, in 1696 als schepen in het stadhuis op de Dam. Tussen 1709 - 1718 was hij schout, maar is in 1719 weggepromoveerd naar de Weeskamer en Thesaurie. Vanaf 1727 was hij burgemeester van Amsterdam.

## Biografie
Van Collen, lid van de familie Van Collen, studeerde filosofie in Leiden, maar promoveerde aan de Hogeschool van Franeker in 1679. Hij had ondertussen als vrijwilliger gediend in de oorlog tegen Zweden op de Oostzee en tegen Frankrijk op de Middellandse Zee. Hij had sinds 1681 een advocatenpraktijk in Amsterdam.
Ferdinand van Collen en Hendrick van Baerle hebben tussen 1694 en 1699 bij notaris S. Pelgrom, enkele transporten van slaven vast laten leggen, toen de WIC niet aan de vraag kon voldoen en particulieren het initiatief overnamen. Hij zou de langstzittende directeur van de Sociëteit van Suriname kunnen zijn geweest en diende 46 jaar, maar het is ook mogelijk dat hij door zijn zoon is opgevolgd. Zijn broer, Jeremias van Collen, was gouverneur van Curaçao.
Tijdens de Spaanse Successieoorlog was hij gedeputeerde te velde. Het was zijn taak geheime brieven uit het buitenland, die aan Anthonie Heinsius waren geadresseerd, te decoderen. Om zijn benoeming, buiten de burgemeesters om, was veel te doen in 1706, maar Van Collen stond onder protectie van Gerrit Corver. Hij vocht bij Ramilles en Oudenaarde.
Hij was eigenaar van de hofstede "Velserbeek", bewoonde sinds 1681 Herengracht 566. Via zijn vrouw Maria de Bordes werd hij in 1711 heer van Gunterstein en Tienhoven. Vier of vijf generaties - alle Ferdinand geheten - zouden de traditie voortzetten.
Het schoutambt, zowel door hem als zijn zoon bezet, was tijdens de Republiek een van de best betaalde functies binnen de Hollandse stadsregeringen. De schout, belast met de ordehandhaving en de opsporing en vervolging van misdadigers, streek in de grotere steden jaarlijks twee- tot vierduizend gulden op, in Amsterdam zelfs nog meer.
Zijn zoon Ferdinand van Collen de jonge (1681 - 1764) werd benoemd als burgemeester (1749) en als representant van stadhouder Willem V bij de West-Indische Compagnie en de opvolger van Thomas Hope. Zijn kleinzoon Ferdinand (1708 - 1789) bewoonde Keizersgracht 601 op de hoek van de Vijzelstraat.
- Biografisch Portaal: 22769746
- Digitale Bibliotheek voor de Nederlandse Letteren: coll038
- Gemeinsame Normdatei: 1032280573
- International Standard Name Identifier: 0000 0004 0177 6804
- Système universitaire de documentation: 191716278
- Virtual International Authority File: 296781777
- WorldCat: E39PBJqFMXcfFKgB8h7g9CxdQq